# Magali Comte
Pour les articles homonymes, voir Comte.
Magali Comte, née le 23 septembre 1967, est une athlète handisport suisse de tir à l'arc classique. Elle participe aux jeux paralympiques de Pékin en 2008 terminant 16e, aux jeux paralympiques de Londres en 2012, en finissant 5e et  aux jeux paralympiques d'été de 2016 à Rio en finissant 17e.

## Biographie
Magali Comte représente la Suisse  aux jeux paralympiques de Pékin en 2008, en 2012 à Londres et en  2016 à Rio.

## Palmarès
- 2011 - Championnats du monde d'athlétisme handisport de Christchurch
  -  Médaille de bronze